# Île Magnétique
Pour les articles homonymes, voir Magnetic.
L'île Magnétique (en anglais : Magnetic Island) est une île australienne de la mer de Corail située à 8 km au large de la ville de Townsville, au Queensland, dans la baie de Cleveland. Elle est une île montagneuse de 52 km2 qui est véritablement devenue une banlieue de Townsville avec 2 475 résidents permanents en 2021. L'île est accessible de Townsville à Nelly Bay par ferry, deux compagnies se partageant le marché : Sunferries et Fantasea Cruises. L'île abrite un large parc national de 27 km2, qui est un sanctuaire pour les oiseaux et comprend d'excellents parcours de randonnée reliant les baies peuplées aux nombreuses destinations touristiques.
L'île est depuis longtemps devenue une destination de vacances, avec de nombreux hôtels et plusieurs complexes touristiques offrant tous niveaux de services. Les commodités et les infrastructures sur l'île sont gérées par la Cité de Townsville (Townsville City Council). L'île fait partie du District électoral de Townsville (représenté par Mike Reynolds) dans l'Assemblée législative du Queensland.

## Étymologie
Le nom de l'île provient de l'apparent effet « magnétique » qu'elle eut sur le compas des navires du Capitaine Cook lorsque celui-ci passa près de l'île au cours de sa navigation le long de la côte est de l'Australie en 1770. Depuis lors, des gens ont exploré l'île à l'aide de divers instruments afin de découvrir ce qui pouvait être la cause de l'effet rapporté par Cook, mais rien n'a été découvert.

## Héritage naturel
L'île est un refuge pour la vie sauvage. 54 % de l'île sont occupés par le Parc National de Magnetic Island, qui est en majeure partie situé dans l'intérieur des terres, zone vallonnée et escarpée, et sur le rocheux versant nord-ouest. Le point le plus élevé de l'île est le Mont Cook qui atteint 497 m au-dessus du niveau de la mer.
L'un des habitants les plus représentatifs de Magnetic Island est le natif Œdicnème bridé — un oiseau possédant un cri perçant qui a réveillé plus d'un visiteur la nuit, période durant laquelle ils sont le plus actifs. Les koalas sont relativement communs sur l'île et il est facile de les apercevoir sur le célèbre sentier des Forts (Forts Walk). Magnetic Island est réputée pour ses opportunités de pêche. De nombreuses espèces fraient autour de l'île, dont : Thon, Voilier, Truite de Corail, Marlins bleu et noir, Maquereau, Thazard noir, Carangue à grosse tête, Mahi Mahi.
La pression de l'aménagement côtier a, ces dernières années, commencé à avoir un impact significatif sur l'île, qui fait partie du Parc Marin de la Grande barrière de corail, listé au Patrimoine mondial de l'Unesco. Aujourd'hui plusieurs millions de dollars sont prévus pour le développement de l'île, ce qui a mené à une forte opposition de la part des résidents, craignant les effets que ces aménagements auront sur la valeur environnementale des basses terres de Magnetic, qui ne sont pas protégées par le Parc national ; ces zones ne représentent que 20 % de toute l'île, et sur ces 20 %, la plupart sont des terres libres de droit et déjà développées.

## Histoire

### Les jeunes années
Le nom de Picnic Bay provient de sa popularité en tant que lieu de pique-nique pour touristes européens venus du continent dans les années 1800, avant que Magnetic Island ne soit investie par des Européens. Dans le milieu des années 1800, l'île devint un endroit fréquenté pour la collecte d'Araucaria cunninghamii, de pierre et de corail, nécessaires au développement du continent. En 1875, l'île fut isolée en tant que station de quarantaine bien qu'il fallut dix années supplémentaires pour que des commodités soient proprement installées à  West Point.
Vers 1890, un complexe touristique vit le jour à Picnic Bay. En 1898, Robert Hayles Sn. fut si impressionné par le potentiel de Magnetic Island qu'il vendit ses autres intérêts pour construire un complexe sur l'île. Hayles fut responsable d'une bonne part du développement de Magnetic Island à travers le tourisme. En 1901, il lança un service régulier de ferry service vers l'île avec son bateau, le « Bee » (l'« Abeille »). Douze mois plus tard, ce bateau échoua sur des rochers à Nobby Head, Picnic Bay et le Phoenix fut construit par les fils de Hayles pour le remplacer. La compagnie Hayles a maintenu des services d'exploitation avec un grand nombre de bateaux différents jusque dans les années 1970.

### Seconde Guerre mondiale
En 1942, Townsville devient une importante base en Australie pour les troupes provenant d'Australie et des États-Unis, et Cleveland Bay, entre l'Île Magnétique et Townsville, apparaît comme un important point de rassemblement pour les approvisionnements comme les navires militaires. Pour assurer la sécurité du lieu de rassemblement en cas d'attaque ennemie, un grand complexe militaire, The Forts, comme on nomme aujourd'hui ses ruines, est construit sur l'Île Magnétique. Sur ce site, on trouvait deux gros projecteurs Sperry d'une intensité lumineuse de presque 3 millions de candelas, utilisés pour éclairer le champ de tir et situés sur Horseshoe et Florence Bay ; un écran radar sur les collines surmontant Arthur Bay, utilisé par le 13e Unité Radar d'Australie ; deux canons dirigés vers l'entrée sud de Cleveland Bay (l'entrée nord étant trop étroite pour les gros navires) ; ainsi que des locaux pour ce détachement et ceux qui devaient protéger ce site.
Les deux canons situés sur l'Île Magnétique furent très vite supprimés après la guerre, et restent une des controverses majeures entourant l'histoire de The Forts. Certains affirment par exemple qu'aucun des deux canons n'a jamais servi : on sait qu'aucun canon n'a jamais tiré sur un vaisseau ennemi, et cependant, on dit que le canon en face de l'entrée du port a tiré sur un bateau sans pavillon, mais cela n'a pas été confirmé. Les panneaux d'information à proximité du canons affirme que le canon « pris de panique » a tiré sur un bateau de l'armée américaine qui arrivait « sans avoir été annoncé ».
D'aucuns croient même que, pendant la guerre, pas moins de quatre canons furent déployés sur l'Île Magnétique. Toutefois, au début de l'année 1999, dans une lettre adressée au journal Townsville Bulletin, Eric Hall a affirmé que son père, qui travaillait alors comme remorqueur au port de Townsville, n'avait remorqué que deux canons embarqués sur une péniche jusqu'à Rollingstone Bay à l'extrémité nord de l'île.
The Forts est désormais un lieu populaire, qui attire de nombreux touristes sur l'Île Magnétique. Situé en hauteur dans l'arrière-pays de Horseshoe, Arthur, Florence et Radical Bays, la promenade menant aux ruines est très appréciée, notamment pour observer les koalas ou pour admirer les nombreux panoramas qu'elle offre sur les différentes baies et sur l'océan. L'emplacement du canon, du poste de commande et du poste d'observation sont tous ouverts au public. Le poste de commande, qui fait encore office de tour radio, offre une vue panoramique exceptionnelle à 360 degrés sur les baies et l'océan.

### Après-guerre
L'île s'est lentement développée après la fin de la Seconde Guerre mondiale. Fin décembre 1971, le Cyclone Althea a frappé la côte du North Queensland, traversant ainsi directement l'Île Magnétique. L'île, comme une grande partie du continent, a été dévastée : 90 % des habitations de l'île ont été endommagées .Et certaines ont même été soulevées par le cyclone et sont venues s'écraser contre des arbres. L'île, tout comme le continent, s'est malgré tout vite remise de ce désastre.

## Villages
- Picnic Bay, Queensland
- Nelly Bay, Queensland
- Arcadia, Queensland
- Horseshoe Bay, Queensland

## Baies et plages
- Picnic Bay
- Radical Bay
- Florence Bay
- Horseshoe Bay
- Geoffrey Bay
- Alma Bay
- Nelly Bay, Queensland
- Cleveland Bay

## Îles alentour
- Acheron Island
- Brisk Island
- Fly Island
- Havannah Island
- Herald Island
- Rattlesnake Island
- Palm Island

## Événements annuels
- Great Tropical Jazz Party (octobre)
- Schoolies (novembre)

## Médias insulaires
- Magnetic Island Community News (papier, hebdomadaire)
- Magnetic Times (Internet, quotidien)